# Full Metal Dojo
Full Metal Dojo (FMD, с англ. — «Фулл Метал Дожо») — тайская промоушен-организация, которая занимается проведением боёв, базирующаяся в Таиланде. Она считается лучшей организацией Таиланда по проведению боев в дисциплине «смешанные единоборства». Благодаря этой организации, спорт ММА значительно вырос в популярности в стране. Организация FMD также организовала первый бой в дисциплине «смешанные единоборства» в г. Пхукет. FMD организует регулярные мероприятия Fight Circus (переводится как Боевой Цирк), которые стремительно набрали культовую популярность среди фанатов. Fight Circus успешно ломает стереотипы традиционных видов единоборств. Испанское издание Marca прозвало организацию «сумасшедшим гением» мира единоборств.